# Гаврилов Федір Тимофійович
Гаврилов Федір Тимофійович (7 (19) червня 1874, Москва — 2 грудня 1919, Москва) — російський так званий пролетарський поет. Автор творів з життя робітників. Переклав окремі твори Т. Шевченка.

## Біографія
Народився 7 (19) червня 1874 у Москві у багатодітній сім'і робітника. Деякий час жив у діда в селі Павловське, у якому у 1887 році закінчив 2-класне училище. З 14 років жив у Москві, працював у залізничних майстернях, з 1899 року працював у Московській земській управі. Вперше надрукувався у 1898 році у дитячому журналі «Детские чтения», потім співробітничав з деякими виданнями.

## Творчість
Друкуватися почав у 1898 році. У 1905 році видав збірку «На зорі. З пісень про трударів» (рос. На заре. Из песен о тружениках). Після жовтневого перевороту у збірці Суриковського літературно-музичного гуртка «Чорнозем» надрукував вірші «Новизна», «З дитинства» (в. 1, 1918) і оповідання «В комірчині» (в. 2, 1919). Вірші Гаврилова включалися у радянські христоматії, складені В. Бонч-Бруєвичем і І. Горбуновим-Посадовим.
Переклав кілька поезій Т. Шевченка, його п'єсу «Назар Стодоля».

## Виноски
1. 1 2   А. А. Уфимский. Русские писатели. 1800—1917. Биографический словарь. Том 1. — М., «Советская энциклопедия», 1989. (рос.)
2. 1 2   Гаврилов Федір Тимофійович. // Українська радянська енциклопедія : у 12 т. / гол. ред. М. П. Бажан ; редкол.: О. К. Антонов та ін. — 2-ге вид. — К. : Головна редакція УРЕ, 1974–1985.